# Paskalis Bruno Syukur
Paskalis Bruno Syukur (Ranggu, 17 maggio 1962) è un vescovo cattolico indonesiano, dal 21 novembre 2013 vescovo di Bogor.

## Biografia
È nato a Ranggu, nell'isola di Flores e diocesi di Ruteng, il 17 maggio 1962.

### Ministero episcopale
Il 21 novembre 2013 papa Francesco lo ha nominato vescovo di Bogor; è succeduto a Cosmas Michael Angkur, dimessosi per raggiunti limiti di età.
Ha ricevuto l'ordinazione episcopale il 22 febbraio 2014 dal suo predecessore Cosmas Michael Angkur, co-consacranti Leo Soekoto, arcivescovo metropolita di Giacarta e Alexander Soetandio Djajasiswaja, vescovo di Bandung.
Il 6 ottobre 2024, al termine dell'Angelus, papa Francesco ha annunciato la sua creazione a cardinale nel concistoro del 7 dicembre successivo. Il successivo 22 ottobre è stata resa nota la sua decisione, accettata da papa Francesco, di non essere creato cardinale.

## Genealogia episcopale
La genealogia episcopale è:
- Cardinale Scipione Rebiba
- Cardinale Giulio Antonio Santori
- Cardinale Girolamo Bernerio, O.P.
- Arcivescovo Galeazzo Sanvitale
- Cardinale Ludovico Ludovisi
- Cardinale Luigi Caetani
- Cardinale Ulderico Carpegna
- Cardinale Paluzzo Paluzzi Altieri degli Albertoni
- Papa Benedetto XIII
- Papa Benedetto XIV
- Papa Clemente XIII
- Cardinale Bernardino Giraud
- Cardinale Alessandro Mattei
- Cardinale Pietro Francesco Galleffi
- Cardinale Giacomo Filippo Fransoni
- Cardinale Carlo Sacconi
- Cardinale Edward Henry Howard
- Cardinale Mariano Rampolla del Tindaro
- Cardinale Rafael Merry del Val
- Cardinale Raffaele Scapinelli di Leguigno
- Cardinale Friedrich Gustav Piffl
- Vescovo Michael Memelauer
- Cardinale Franz König
- Arcivescovo Ottavio De Liva
- Cardinale Justinus Darmojuwono
- Arcivescovo Leo Soekoto, S.I.
- Vescovo Cosmas Michael Angkur, O.F.M.
- Vescovo Paskalis Bruno Syukur, O.F.M.